# Xバンド

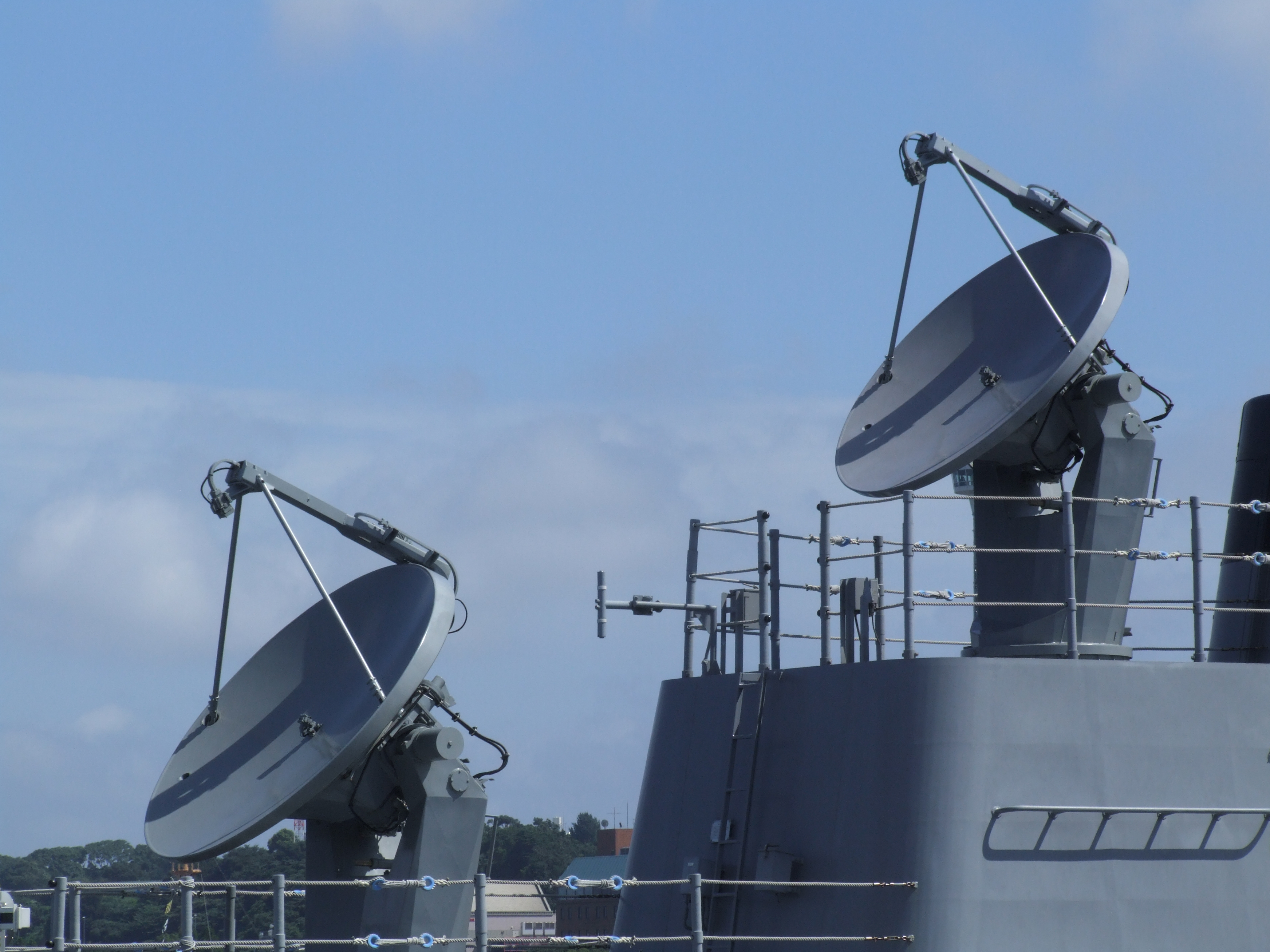
AN/SPG-62。Xバンドを利用する射撃指揮レーダー。

Xバンド（X帯とも、英語: X-band）は、マイクロ波の周波数帯域の一つ。9GHz帯（8 - 12GHz：波長25 - 37mm）のセンチメートル波（SHF）にあたり、主に軍事通信やレーダー、気象衛星、高分解能の降雨レーダー、地球観測衛星の合成開口レーダー（SAR）などで利用されている。
第二次世界大戦中の技術革新に応じて場当たり的に帯域呼称が設定されたこともあり、当初は5 - 15GHzがこう称されていたが、後にIEEEによって体系的に整理された際に現在の周波数帯域に再命名された。なお「Xバンド」の語源は「Exotic」ともされているが、野木恵一は「Extreme short」のほうが有力であると指摘している。

## Xバンドを利用する機器の例
- レーダー
  - TerraSAR-X
  - 海上配備Xバンドレーダー
  - 低空レーダ装置 JTPS-P18
  - XRAIN - 気象観測
  - ミサイル防衛 - THAADミサイル
  - 火器管制レーダー
  - 速度違反自動取締装置
- 通信機
  - 艦艇用衛星通信装置 NORA-1
  - 衛星単一通信携帯局装置 JPRC-C1
  - 衛星単一通信可搬局装置 JMRC-C4
  - 捜索救助用レーダートランスポンダ
- 人工衛星
  - Xバンド防衛通信衛星